# 格拉司瓊
格拉司瓊（INN:granisetron）是一種血清素5-HT3受體拮抗劑，作止吐劑使用，以治療化學療法和放射治療後出現的噁心和嘔吐。它的主要作用是降低迷走神經的活性，迷走神經是一種激活延腦嘔吐中樞的神經。它對暈動病引起的嘔吐沒有太大作用。這種藥物對多巴胺受體或毒蕈鹼型乙醯膽鹼受體沒有任何作用。
格拉司瓊是由在英國製藥公司Beecham集團服務的化學家於大約1985年開發成功，並取得專利，於1991年獲得英國批准用於醫療用途。並於1994年獲得美國食品藥物管理局（FDA）核准用於醫療用途。此藥物已列入世界衛生組織基本藥物標準清單內。
由羅氏製藥生產的格拉司瓊，以商品名稱Kytril販售。有一種名為Sancuso的格拉司瓊製劑，於2008年9月12日獲得FDA批准。Sancuso由3M公司旗下的3M Drug Delivery Systems為協和麒麟製藥公司生產。市面上有此藥物的通用名藥物（學名藥）販售。

## 醫療用途

### 化學療法
此藥物可用於治療化學療法引起的噁心和嘔吐，且效力似乎與另一名列世界衛生組織基本藥物標準清單中的昂丹司瓊大致相同。昂丹司瓊於2022年是美國排名第61的最常使用處方藥，開立的處方箋數量有1千萬張。

### 手術後
包括格拉司瓊在內的許多藥物似乎都能有效控制術後噁心和嘔吐（PONV）。目前尚不清楚它是否比其他藥物（如多潘立酮、甲氧氯普胺或昂丹司瓊）更有效或是更無效。

### 胃輕癱
格拉司瓊貼片（Sancuso）已被研究用於治療胃輕癱，但尚未獲得FDA批准用於此適應症。

### 其他
- 可能是治療急性或慢性疾病或急性腸胃炎引起的噁心和嘔吐的療法。[15]
- 治療週期性嘔吐症候群（英语：Cyclic vomiting syndrome），但尚無正式試驗證實其療效。

## 不良反應
格拉司瓊是一種耐受性良好的藥物。副作用很少，僅為頭痛、頭暈和便秘。尚未報導使用該藥物時會出現顯著的藥物交互作用。它在人體內由肝臟的細胞色素P450系統分解，對經此肝酶系統進行代謝的其他藥物影響很小。

## 特定群體

### 懷孕
在動物實驗中，無論是靜脈注射或口服給藥，均未發現對於胎兒有致畸性的證據。然而，針對人類的懷孕個體對照試驗數據仍付之闕如。但僅在個體明確需要且效益大於風險時，才建議使用。

### 母乳哺育
對於母乳哺育的嬰兒以及乳汁分泌的影響，目前仍屬未知。應權衡藥物對母親的必要性，做出停止哺乳或停止用藥的決定。

## 緩釋劑型
有種格拉司瓊的緩釋注射劑型，商品名稱為Sustol，自2016年起在美國上市。這種長效劑型用於治療中度致吐化療，以及蒽環類藥物和/或環磷酰胺（anthrocycline and/or cyclophosphamide，簡稱AC）高度致吐方案，所引起的急性和延遲性噁心和嘔吐（Chemotherapy-Induced Nausea and Vomiting，簡稱CINV）。FDA在審查Sustol的申請後，認為該藥物的主要應用範圍集中於AC方案（只要在乳癌），且相關數據不足，FDA未認可該藥物可廣泛應用於高度致吐性化療（Highly Emetogenic Chemotherapy，簡稱HEC）。

## 延伸閱讀
- Aapro M. . The Oncologist. 2004, 9 (6): 673–86. PMID 15561811. doi:10.1634/theoncologist.9-6-673.